# Волынский, Иван Фёдорович Щепа
Иван Фёдорович Волынский Щепа (Щепин—Волынский) — голова, воевода, окольничий и боярин во времена правления Алексея Михайловича, Фёдора Алексеевича, Ивана V и Петра I Алексеевичей.
Из дворянского рода Волынские. Сын окольничего Волынского Фёдора Васильевича Щепа и Ирины Прокопьевны урождённая Ляпунова, внук Прокопия Петровича Ляпунова.

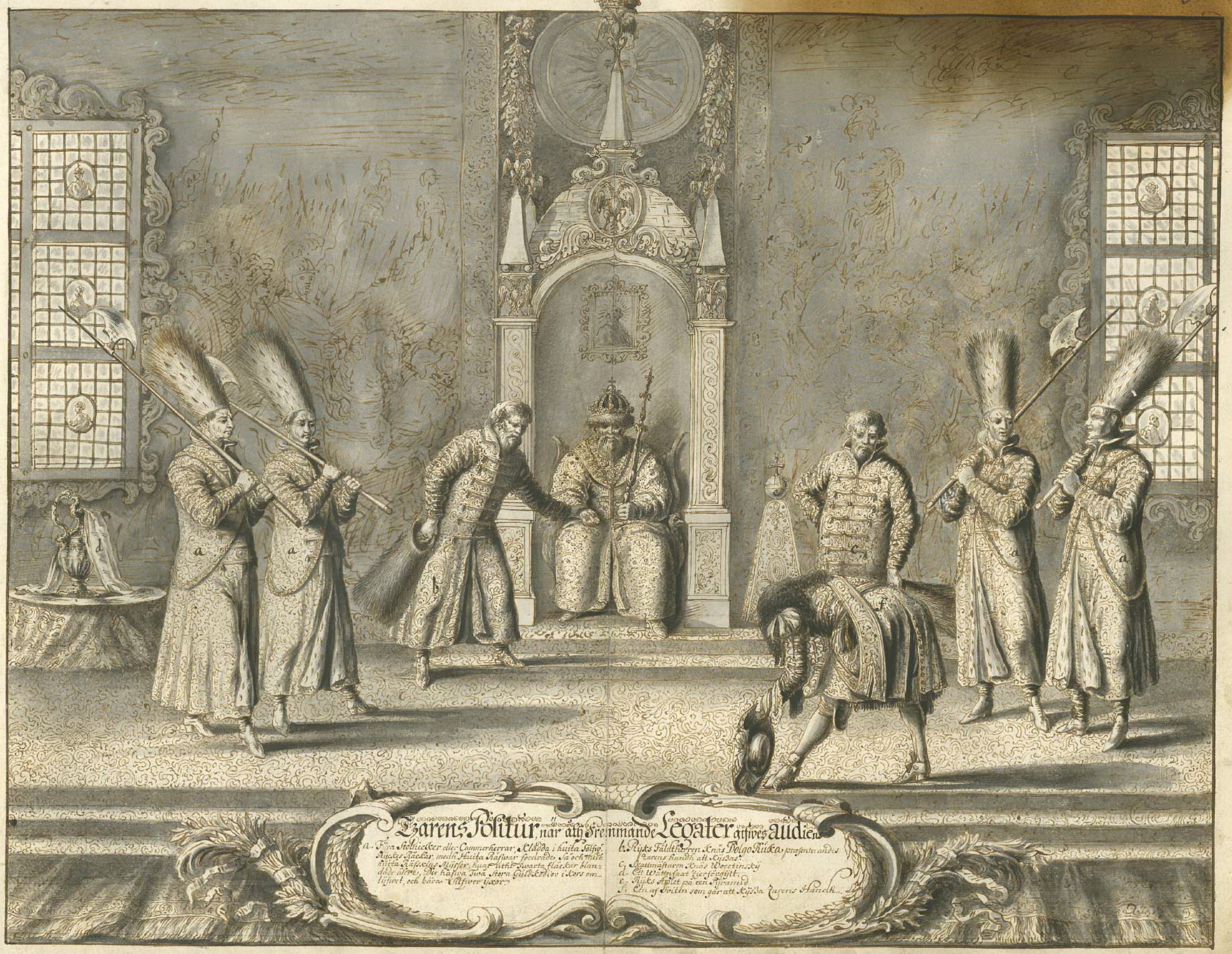
Рисунок Пальмквиста 1674 г. По "Дворцовому разряду": рынды Пётр Васильевич и Борис Петрович Шеремтевы, Иван Фёдорович и Пётр Артемьевич Волынские

## Биография
Стряпчий, во время обеда у Государя 08 мая 1660 года с грузинским царевичем «перед боярами пить носил». В 1668—1676 годах стольник. В июне и июле 1669 года дневал и ночевал перед гробом царевича Симеона Алексеевича. В декабре 1673 года, при встрече шведского посла, был головой у сотни стольников. В марте 1674 года при приёме шведского посла рында в белом платье. Обедал у Государя 07 сентября 1674 года. В январе 1676 года был в числе лиц несших тело царя Алексея Михайловича от дворца до саней. В сентябре 1679 года сопровождал Государя в Троице-Сергиев монастырь. В 1681 году пожалован в окольничие. В августе-октябре 1681 год окольничий и первый воевода в Киеве.
Участвовал 12 января 1682 года в собрании об отмене местничества и подписался в соборном постановлении. В мае 1682 года дневал при гробе царя Фёдора Алексеевича. В 1683 году, во время правления царевны Софьи Алексеевны, пожалован в бояре. В 1685 году боярин и первый воевода в Астрахани. В 1688—1689 годах первый воевода в Самаре. В июне 1688 года подал родословную роспись Волынских в палату Родословных дел. В 1689 году боярин и воевода в Ново-Богородицке. В 1692 году записан в Боярской книге в чине боярина. В сентябре 1706 года дневал при гробе царевны Татьяны Михайловны.
Крупный землевладелец: владел поместьями и вотчинами в Московском, Рузском, Нижегородском и Муромском уездах.

## Семья
Женат дважды:
1. Ирина Васильевна урождённая Чоглокова — умерла в 1681 году.
2. Екатерина Семёновна урождённая княжна Львова — дочь князя Семёна Ивановича Львова, убитого казаками в Астрахани.

Дети:
- Волынский Пётр Иванович — вместе с матерью пожалован имениями отца в Рузском уезде.
- Волынский Василий Иванович — лейтенант, женат на дочери окольничего Ивана Ивановича Головина.